# Moraea longistyla
Moraea longistyla är en irisväxtart som först beskrevs av Peter Goldblatt, och fick sitt nu gällande namn av Peter Goldblatt. Moraea longistyla ingår i släktet Moraea och familjen irisväxter. Inga underarter finns listade i Catalogue of Life.